# Astor (Familie)
Die Familie Astor ist eine in den Vereinigten Staaten und Großbritannien lebende Familie deutscher Abstammung, die im 19. Jahrhundert zeitweise als reichste Familie der USA galt. Ihre Wurzeln liegen in Walldorf (Baden). Als Begründer der Familie wird der deutsche Auswanderer Johann Jakob Astor angesehen, der nach der Amerikanischen Revolution in die USA einwanderte und sein Vermögen im Pelzhandel (American Fur Company) und später im Immobiliengeschäft, insbesondere im aufstrebenden New York, machte.
Ein Zweig der Familie wurde im späten 19. Jahrhundert in Großbritannien ansässig und ist dort Inhaber der erblichen Adelstitel Viscount Astor und Baron Astor of Hever.

## Genealogie
- Johann Jakob Astor (1763–1848) ⚭ 1785 Sarah Todd (1762–1843)
  - William Backhouse Astor (1792–1875) ⚭ 1818 Margaret Rebecca Armstrong (1800–1872)
    - John Jacob Astor III (1822–1890) ⚭ 1846 Charlotte Augusta Gibbs (1825–1887)
      - William Waldorf Astor, 1. Viscount Astor (1848–1919) ⚭ 1878 Mary Dahlgren Paul (1858–1894)
        - Waldorf Astor, 2. Viscount Astor (1879–1952) ⚭ 1906 Nancy Witcher Langhorne (1879–1964)
          - William Waldorf Astor, 3. Viscount Astor (1907–1966), britischer Adliger und Politiker
            - William Astor, 4. Viscount Astor (* 1951), britischer Adliger und Politiker

          - David Astor (1912–2001)

        - Pauline Astor (1880–1972) ⚭ 1904 Lt.-Col. Rt. Hon. Herbert Henry Spender-Clay (1875–1937)
        - John Jacob Astor, 1. Baron Astor of Hever (1886–1971)
          - Gavin Astor, 2. Baron Astor of Hever (1918–1984)
            - John Astor, 3. Baron Astor of Hever (* 1946)

    - William Backhouse Astor, Jr. (1829–1892) ⚭ 1853 Caroline Webster Schermerhorn (1830–1908)
      - John Jacob Astor IV (1864–1912) ⚭ 1891–1910 Ava Lowle Willing (1868–1958); ⚭ 1911 Madeleine Talmage Force (1893–1940)
        - William Vincent Astor (1891–1959); ⚭ 1914 Helen Dinsmore Huntington; ⚭ 1939 Mary Benedict Cushing; ⚭ 1953 Roberta Brooke Russell (1902–2007)
        - John Jacob Astor VI (1912–1992); ⚭ 1934 Ellen Tuck French (* 1916); ⚭ 1946 Gertrude Gretsch; ⚭ 1954 Dolores Fullman (* 1929)